# 堀辺正史
堀辺 正史（ほりべ せいし、1941年10月14日 - 2015年12月26日）は、日本の武道家。日本武道傳骨法創始師範。茨城県水戸市出身。

## 経歴・人物
著書『喧嘩芸骨法』において、「東條英機のボディガードを務めた父からその技を相伝され、骨法司家の第52代・源一夢（みなもとのいちむ）を襲名し、伝統的骨法の修行の傍らケンカ・他流試合に明け暮れた日々の中から、実戦的な格闘技術を習得、古流の骨法を改革して喧嘩芸骨法を創始した」と明かしている。
1980年代後半にはアドバイザーとして新日本プロレスと関わりがあり、同時期に新日との接点があったビートたけしのスーパージョッキーにも出演していた。
1994年のバーリトゥード時代の幕開けに合わせて、喧嘩芸路線から脱却し、より競技性を重視した格闘技路線に変更し『日本武道傳骨法』へと流派名を改称。
愛国思想家としても知られ、一水会の鈴木邦男の他、晩年は小林よしのりとの親交を温めるなどした。
2015年12月26日、心不全のため死去。74歳没。

### 過去の大東流との関わり
所属態様（弟子として門下生の立場にあったのか、講習を受けた程度の立場だったのか）については不明だが、過去の一時期に吉丸慶雪（吉丸貞雄）の紹介で大東流佐川道場に在籍していたことがあり、吉丸と共同で『換骨拳』の道場を立ち上げた際に、二人は佐川幸義とトラブルになり、吉丸もろとも佐川道場を離れることとなったと言われている。離脱の真相（佐川とのトラブル等）については事実は定かではないが、堀辺が吉丸および佐川道場（大東流）と関わりがあったことは、以下のことから確実であると言えよう。
堀辺先生には私が紹介して佐川先生の三元直伝まで受けてもらいました。（佐川幸義先生免許 正伝大東流合気武術 中伝三段）
上の一文を含む文書（『木村達雄先生質問状－総括』）自体は、佐川道場師範代であった吉丸が当該道場を離門後に、佐川の主たる後継者の地位を得た木村達雄が、後年その著作『透明な力』において吉丸に対して批判的な言動を行ったのに対して、弁明のために吉丸が記してネット上に公開したものである。特に堀辺に宛てた文書ではない。
この吉丸の叙述は、堀辺サイドから出た情報ではないので、客観性の面から言って信頼性が高い情報である。実は、このような吉丸および佐川道場（大東流）との関わりは、既に1987年の時点で、堀辺自身が自著（『喧嘩芸骨法』p258~259）において公言している内容であり、特別目新しい情報ではない。

東京・中野に治療院の看板を掲げた当初は、さすがに客もまばらでどうなるかと思ったが、やがて口コミで伝わり、五、六年後には骨法の整体術のおかげで道場開設の資金を手にしていた。
そのあいだにも、骨法の修練は欠かさず、さらなる近代骨法完成のために武道研究に磨きをかけていたが、そんなある日のこと、散歩がてら東中野をブラブラ歩いていたとき、『正伝大東流合気柔術東京事務所』という看板を偶然目にしたのだ。あの山ごもりのときに、ロウソクの灯りの下で読みふけった〝大東流合気柔術〟に接するチャンスを得たのである。その事務所の吉丸さんという人物が、国立市に住む佐川幸義師範という方を紹介してくれることになった。聞けば、吉丸さんは佐川師範の一番弟子とのことだ。
国立の佐川師範の道場で実際に大東流合気柔術に触れてみて、私はこれまで自分が考えてきたことがまちがっていなかったことをあらためて知ることになったのだ。
実際に大東流合気柔術の技をかけられ、私はじっくりと佐川師範の動きを観察した。佐川師範本人は、「手解きの残り」とか「肩の縦回転」については知らなかっただろうが、さすがに武田惣角直伝のその技は目をみはるものがあった。
ここでの七日間講習を通じて私が達した結論は、私がかねて考えていたとおり、大東流合気柔術の技は、『崩し』から発展したものにちがいないという確認であった。
いよいよ自信を深めた私は、その後、紆余曲折を経たもののいよいよ東中野に『骨法道場』 の看板を掲げることとなったのである。

吉丸サイドから出た、それも特段堀辺のために記したわけではないこのような情報が、1987年の時点での堀辺の叙述と整合しているという事実は、むしろ堀辺自身の当該著書の内容の信憑性を極めて強固に裏付けるものであると言える。

## 著作
- 『喧嘩芸骨法』（1987年11月、 二見書房）ISBN 4576871552
- 『骨法の極意』（1988年8月、二見書房）ISBN 4576880993
- 『グレイシー柔術の秘密』（1994年11月、ベースボール・マガジン社）ISBN 4583031580
- 『骨法の完成』（1998年12月、二見書房）ISBN 4576981749
- 『「骨法」の秘密―ホネを直せば万病治る』(1987年2月、こう書房）ISBN 4769602510
- 『武道と他流試合』(1995年8月、ベースボール・マガジン社）ISBN 4583032307
- 『第一回・骨法の祭典』ビデオ（1993年12月、ベースボール・マガジン社）ISBN 4583030991
- 『第二回・骨法の祭典』ビデオ（1994年12月、ベースボール・マガジン社）ISBN 458303184X
- 『第三回・骨法の祭典』ビデオ（1997年6月、学研プラス）ISBN 4054006485
- 『第四回・骨法の祭典・骨法完成』ビデオ（1999年2月、ビーエービージャパン）ISBN 4894223236
- 『第五回・骨法の祭典・序章B-1他流試合』ビデオ
- 『喧嘩芸骨法伝授』 ムーAVブックス (1997年6月、学研プラス）ISBN 4051042111
- 『骨法不動打ち』 ムーAVブックス (1997年6月、学研）ISBN 4051053199
- 『日本武道傳骨法』 ムーAVブックス 学研
- 『ザ・喧嘩学』(1989年11月、ベースボール・マガジン社）ISBN 4583028067
- 『格闘新書』(1991年10月、ベースボール・マガジン社）ISBN 4583029403
- 『命賭けの論理』(1993年11月、ベースボール・マガジン社）ISBN 4583030894
- 『武士ズム~小林よしのりVS堀辺正史~』（2008年1月22日、小学館）ISBN 4093895422

## 会報の「骨法通信」
- 創刊号・特集「喧嘩・格闘技・モラル」 平成3年4月10日
- 第二号・創始師範特別インタビュー 平成3年5月10日
- 第三号・山本編集長火砕流インタビュー 平成3年7月10日
- 第四号・骨法試合観戦 平成3年9月10日
- 第五号・巻頭特集「素手とグローブ徹底研究!!」 平成3年11月10日
- 第六号・特集「格闘技に人道は存在するのか?」 平成4年1月10日
- 第七号・特集「格闘競技の現状と未来」 平成4年3月10日
- 以後は休刊中

## 作詞
- 「骨法の詩」（作曲・高橋哲也）[2]